# Breves
Breves è un comune del Brasile nello Stato del Pará, parte della mesoregione di Marajó e della microregione di Furos de Breves.
È il centro maggiore dell'isola deltizia di Marajó, rispetto alla quale si trova nella parte sud-occidentale.
I collegamenti sono quasi esclusivamente per via fluviale. Per raggiungere la capitale Belém occorrono 12 ore di battello.